# 民眾集會
民眾集會（英語：popular assembly），又稱人民集會（people's assembly），是指一群人聚集在一起，解决對於參與者重要的議題。集會傾向於自由參與並且透過直接民主來運作。有些集會會規定成員是來自某個地方的人，或是來自特定的工作場所，行業或教育機構。大部分集會會聚焦並解决特定問題。

## 例子
- 庫里亞大會
- 人民大会的瓦哈卡人民
- 好政府理事会
- 玻利瓦尔圈子
- 2010年欧洲气候正义大会
- 2011年占据运动
- 西班牙反緊縮運動

### 古希臘公民會議
在雅典民主中，公民會議是所有男性公民的集會。没有參與政治活動的公民被称为ἰδιώτης（ idiōtēs ），意思是一個對政治不感興趣的人；這些人被蔑視地談論，最終成為現代用語——白痴。 

### 阿根廷經濟危機期间的民眾集會（1999年—2002年）
在阿根廷經濟危機期間，许多阿根廷公民通過參與集會來組織他們的行動。 
在Chilvert印刷廠關閉後，被組織的工人佔據。在作為合作社重新开放的幾週内，Chilvert印刷了一本名为Que son las Asembleas Populares的书？ （页面存档备份，存于）  （页面存档备份，存于） ， 由知名知识分子Miguel Bonasso ，Stella Calloni和Rafael Bielsa，和參與集會的工人共同撰寫的文章集。 
與其他工作場所一樣，印刷廠被公民集會的力量所拯救。在Pompeya的公民集會呼籲居民保护工作场所之後，軍方和警察被阻止進入工廠。有一些個別的警察表示支持工人和公民集會，並且成功請求法官撤銷扣押工廠的命令。 
根據報導，議會運動在幾個月内迅速飙升。

## 其他
- 自治制
- 无政府主义
- 直接民主
- 州民大会
- 开放城镇会议
- 参与式民主
- 公投
- 共識決測法
- 镇会议
- 市政厅会议
- 工人委员会

### 影片
- 2009年12月16日在哥本哈根贝拉中心外的COP15期间人民大会的视频 （页面存档备份，存于）
- 人民大会视频由Dylan Strain撰写 （页面存档备份，存于）  （页面存档备份，存于）